# Pholisora mejicanus
Pholisora mejicanus es una especie de mariposa.
Pholisora mejicanus es una especie de mariposa de la familia Hesperiidae. Usualmente a los miembros de esta familia se les llama Saltarinas porque "saltan" rápidamente de un lugar a otro. Se encuentra en el suroeste de Estados Unidos y en la mayor parte de México. Esta especie normalmente se conoce como la Saltarina Negra de Puntos Blancos Mexicana.

## Descripción
El vuelo de los Saltarinas Negra de Puntos Blancos Mexicana es rápido y veloz, que es ideal para sus cuerpos robustos, que son de tamaño pequeño a mediano en comparación con otras especies de mariposas. Sus cabezas son relativamente anchas, con ojos y  antenas muy separados. Sus antenas son distintivamente ganchudas o curvadas en las puntas. Muchas especies de mariposas hespéridos, incluyendo la Saltarina Negra de Puntos Blancos Mexicana, descansan con las alas en diferentes ángulos, a diferencia de las polillas, que descansan con las alas extendidas. También es diferente a la mayoría de las mariposas en reposo, que pliegan las alas directamente sobre el cuerpo.
En el campo, vistas desde arriba, las alas de la Saltarina Negra de Puntos Blancos Mexicana son negras con puntos blancos dispuestos en un patrón específico. Vistas de perfil, la parte inferior del ala trasera es azul grisácea con venas negras contrastantes. Para distinguir la Saltarina Negra de Puntos Blancos Mexicana de otras especies de Pholisora, el patrón de puntos blancos en la parte superior de las alas es menos útil que observar la parte inferior azul risácea del ala trasera con sus venas negras contrastantes.. Las especies de Pholisora se pueden comparar en la página para el género Pholisora de iNaturalist.

## Hábitat
A las Saltarinas Negra de Puntos Blancos Mexicana les gustan las áreas abiertas, como los bordes de las carreteras perturbados y a lo largo de las vías del tren, así como los barrancos y cañones montañosos.

## Plantas comidas por las orugas
Las orugas de las Saltarinas Negra de Puntos Blancos Mexicana se alimentan de especies de amarantos y Chenopodium, ambos taxones pertenecientes a la familia Amaranthaceae.

## Distribución
En EE. UU., la especie Pholisora mejicanus aparentemente se limita a las  estribaciones orientales de las Montañas Rocosas, desde el sur de Colorado hasta México. En México, la especie se encuentra desde la frontera sur del oeste de Texas hacia el sur en las tierras altas hasta el estado de Oaxaca, en el sur de México. El área de distribución completa se puede ver en página de especies de iNaturalist para Pholisora mejicanus.
Gran parte de la distribución de la Saltarina Negra de Puntos Blancos Mexicana cubre la misma área que la Saltarina Negra de Puntos Blancos Norteña, Pholisora catullus, que es más común y de aspecto muy similar. En Nuevo México, a pesar de compartir la misma área, las dos especies rara vez se encuentran juntas, pero cuando lo hacen, no se cruzan. Sus orugas pueden incluso encontrarse en la misma planta. Estudios genéticos confirman que, durante su evolución, se han mantenido como especies independientes durante mucho tiempo, aunque aún no se sabe con certeza cómo.